# I mannens våld
I mannens våld (engelska: Dance, Little Lady) är en brittisk dramafilm från 1954 i regi av Val Guest. Huvudrollerna ses Terence Morgan, Mai Zetterling, Guy Rolfe och Mandy Miller.

## Skådespelare
- Terence Morgan som Mark Gordon
- Mai Zetterling som Nina Gordon
- Guy Rolfe som Dr. John Ransome
- Mandy Miller som Jill Gordon
- Eunice Gayson som Adele
- Reginald Beckwith som Poldi
- Ina De La Haye som Mme. Bayanova
- Harold Lang som Mr. Bridson
- Jane Aird som Mary
- David Poole som Dancer
- Maryon Lane som Dancer
- William Kendall som Mr. Matthews
- Joan Hickson som Mrs. Matthews
- Alexander Gauge som Joseph Miller
- Marianne Stone som Nurse